# Mysticisme quantique
Le mysticisme quantique est un ensemble de réflexions métaphysiques, de croyances et de pratiques connexes qui cherchent à établir un rapport entre la conscience, l’intelligence, certaines philosophies orientales et les théories de la physique quantique et de la mécanique quantique et ses interprétations,,,,, venant soutenir une vision panthéiste de l'univers. Du point de vue de la majorité de la communauté scientifique, le mysticisme quantique repose sur des interprétations erronées ou insuffisamment fondées de la mécanique quantique.

## Définition
Le fait que la mécanique quantique comporte de profondes difficultés conceptuelles ouvre la porte à diverses spéculations ou sur-interprétations. 
Les prémices d'un mysticisme quantique sont apparus au début du XXe siècle parmi les fondateurs de la théorie quantique eux-mêmes alors qu'ils débattaient des interprétations et implications de leur théorie naissante, qui allait devenir la mécanique quantique. Alors que la théorie commençait à devenir une théorie scientifique, les caractéristiques essentielles de la théorie quantique et les questions ontologiques qui en découlent ont confronté les chercheurs à la difficulté de distinguer les discussions philosophiques des débats scientifiques
Wolfgang Pauli considérait que les connaissances en physique quantique « font apparaître une situation qui transcende la science » et pourrait avoir une « fonction religieuse » dans l’expérience humaine. Einstein s’est opposé sans ambiguïté à ce genre d’assertions. Par exemple, alors que des journaux britanniques écrivaient qu’il était d’accord avec la thèse que « le monde extérieur est une expression de la conscience » (c'est-à-dire qu'il n'y aurait pas de distinction réelle entre la conscience et l'univers, voire, dans les points de vue les plus extrêmes, que le monde n'existe que dans notre conscience et pas objectivement), il répondit : « Aucun scientifique ne croit cela. Sinon, ce ne serait pas un scientifique (…) Pourquoi quelqu’un prendrait-il la peine de scruter les étoiles, s’il pensait qu’elles n’étaient pas réellement là ? ».
Le débat s'est principalement développé juste après la Seconde Guerre mondiale au travers de publications comme celles de Schrödinger ou de l'article d’Eugene Wigner en 1961 mais, même si de telles interprétations ont continué à apparaître parmi quelques scientifiques de la nouvelle physique, elles sont devenues plus rares et ont été progressivement désapprouvées par la communauté scientifique.
Beaucoup des thèses associées au « mysticisme quantique » ont été critiquées comme étant des erreurs d’interprétation de la mécanique quantique et comme une forme de pseudo-science,,. Dans son ouvrage The social relations of Physics, Mysticism and Mathematics, Sal Restivo donne le nom de parallélisme au mysticisme quantique.
Un des postulats fondamentaux du mysticisme quantique est que l’acte d’observation affecterait directement la réalité observée (voir Interprétation de Copenhague et Paradoxe EPR). La raison de cette assertion repose sur le fait que dans la démarche scientifique, l'observateur est considéré comme distinct de l'objet d'observation alors que dans l'expérience mystique, il est dit qu'il existerait une unité intrinsèque de toute chose dans l'univers. Une influence de l'un sur l'autre serait donc indicative d'un lien invisible entre les deux.

## Versions récentes
En 1970, le physicien Fritjof Capra écrit Le Tao de la physique, souvent considéré comme le point de départ du mysticisme quantique,,, dans lequel il établit un parallèle entre la physique quantique et certains principes des philosophies orientales. En 1980, le livre de David Bohm, Wholeness and the Implicate Order, expose sa thèse de l'ordre implicite sur des bases de physique quantique. Cet ouvrage, ainsi que diverses prises de position de Bohm, fut sévèrement critiqué par son ami et prix Nobel Steven Weinberg,. En 1979, le livre The Dancing Wu Li Masters de Gary Zukav (en) établit des parallèles similaires[réf. souhaitée].
Un livre de Deepak Chopra, en 1988, intitulé Quantum Healing (« Guérison quantique ») expose une théorie de la guérison psychosomatique en utilisant des concepts quantiques. En 1993, son best seller du New York Times[pas clair] : Ageless Body, Timeless Mind se vend à plus de deux millions d’exemplaires à travers le monde. Il y développe des thèses sur le renversement du processus de vieillissement, l’immortalité par l’adoption d’une « vision quantique du monde »[réf. souhaitée]. En 1998, Deepak Chopra a reçu le prix Ig Nobel, une parodie de Prix Nobel, dans la catégorie des sciences physiques, pour « son interprétation unique de la physique quantique, telle qu’elle s’applique à la vie, la liberté et la recherche de la prospérité économique ».
Depuis les années 1990, le physicien américain John Hagelin a développé une théorie de champ unifié sur la base des supercordes. Il a reçu le Kilby International Awards (en) pour ses travaux en physique des particules, et dans le développement de la théorie supersymétrique du champ unifié (supersymmetric grand unified field theory). Mais ses recherches au sein du mouvement de Méditation transcendantale, son titre Raja de l'Amérique décerné par Maharishi Mahesh Yogi, et sa candidature au Parti de la loi naturelle ont contribué à lui valoir également le  Prix Ig Nobel, parodique, pour avoir déclaré que 4 000 pratiquants de la Méditation transcendantale avaient réduit la criminalité de 18 % à Washington D.C.
Un film de 2004, What the Bleep Do We Know !? (« Que sait-on vraiment de la réalité !? ») est un docu-fiction pseudo-scientifique, traité avec un éventail d’idées issues du New Age qui récupèrent les concepts de la physique selon un usage jugé hors contexte par la majorité des scientifiques. Le film a été produit par l’école de l’Illumination de Ramtha, fondée par Judy Zebra Knight, qui a affirmé que ses enseignements étaient basés sur son dialogue avec une entité désincarnée âgée de 35 000 ans et nommée Ramtha. Judy Zebra Knight a fait un usage controversé de certains aspects de la mécanique quantique, y compris le principe d’incertitude de Heisenberg et « l’effet de l’observateur », ainsi que de la biologie et la médecine. De nombreux critiques ont rejeté le film comme entrant dans la catégorie des pseudo-sciences. En France, le rapport 2010 de la Miviludes présente le groupe Ramtha comme suspect en raison de ses thèses apocalyptiques et des conditions des stages.

## Critiques
Michel Bitbol expose certains écueils du mysticisme quantique dans La théorie quantique et la surface des choses. Selon lui :
Résumé : On a souvent comparé, dans un esprit analogique, la théorie quantique aux éléments de la philosophie bouddhiste. Dans cet article, la seule pertinence qu’on reconnaît à cette comparaison est son pouvoir thérapeutique. L’assimilation de la critique bouddhique de la métaphysique nous aide à nous libérer du rêve (pré)scientifique de représentation d’une réalité cachée qui, non content d’être sans doute illusoire, est à la source de la plupart des paradoxes quantiques. Une telle libération nous aide à aller jusqu’au bout d’une tendance interprétative présente dès la lecture par Bohr de la nouveauté quantique. Il s’agit de l’interprétation qui consiste à admettre : (1) que la théorie quantique ne révèle nulle nature profonde des choses (particules élémentaires ou autre), mais se contente d’anticiper un ensemble de phénomènes relatifs à un contexte expérimental ou technologique ; (2) que sa fécondité s’explique par le seul fait qu’elle incorpore dans sa structure les limites de l’objectivation des phénomènes. Ce double constat paraît frustrant dans le cadre d’une pensée occidentale gouvernée par la pulsion vers les au-delà. Il s’inscrit en revanche dans la continuité d’une pensée Zen selon laquelle, pour emprunter les mots de Dôgen, « cet univers entier n’a jamais rien de caché (derrière le phénomène) ».

#### En français

##### Vulgarisation
- Fritjof Capra Le Tao de la physique, Sand, 2004  (ISBN 978-2710707134)
- Sven Ortoli, Jean-Pierre Pharabod, Métaphysique quantique : Les nouveaux mystères de l'espace et du temps, La Découverte, 2011  (ISBN 978-2707169952)

##### Critique scientifique
- Franck Laloë, Claude Cohen-Tannoudji, Comprenons-nous vraiment la mécanique quantique ?, EDP Sciences, 2011,  (ISBN 978-2759806218)
- Richard Monvoisin, Quantox, Mésusages idéologiques de la mécanique quantique, Book-e-book.com, 2013,  (ISBN 2-915312-73-7)

#### En anglais

##### Vulgarisation
- Deepak Chopra, Quantum Healing: Exploring the Frontiers of Mind/Body Medicine  (ISBN 0-553-34869-8)
- Amit Goswami, The Self-Aware Universe
- Patrick Grim, Philosophy of science and the occult  (ISBN 978-0-7914-0204-7)
- Lawrence LeShan, The Medium, the Mystic, and the Physicist: Toward a General Theory of the Paranormal, 2003, Helios Press,  (ISBN 978-1-58115-273-9)
- Jack Sarfatti, 1975, Space-Time and Beyond, with Fred Alan Wolf and Bob Toben, E. P. Dutton.  (ISBN 0-525-47399-8)
- Michael Talbot, The Holographic Universe  (ISBN 0-06-092258-3)
- Michael Talbot, Mysticism And The New Physics  (ISBN 0-14-019328-6)
- Michael Talbot, Beyond The Quantum  (ISBN 0-553-34480-3)
- Evan Harris Walker, The Physics of Consciousness: The Quantum Mind and the Meaning of Life  (ISBN 0-7382-0436-6)
- Ken Wilber, Quantum Questions: Mystical Writings of the World's Great Physicists (editor), 1984, rev. ed. 2001:  (ISBN 1-57062-768-1)
- Gary Zukav, The Dancing Wu Li Masters, 1980,  (ISBN 0-553-26382-X)

##### Critique scientifique
- Richard H. Jones, Science and Mysticism: A Comparative Study of Western Natural Science, Theravada Buddhism, and Advaita Vedanta (Bucknell University Press, 1986),  (ISBN 978-1439203040) (Paperback ed., 2008), criticism from both the scientific and mystical points of view
- Richard H. Jones, Piercing the Veil: Comparing Science and Mysticism as Ways of Knowing Reality (Jackson Square Books, 2010),  (ISBN 978-1-4392-6682-3)
- Michael Shermer, "Quantum Quackery", Scientific American, January 2005
- Victor J. Stenger, The Unconscious Quantum: Metaphysics in Modern Physics and Cosmology, (Prometheus Books, 1995),  (ISBN 1-57392-022-3), an anti-mystical point-of-view
- Victor J. Stenger, "Quantum quackery", Skeptical Inquirer, Vol. 21. No. 1, January/February 1997, p. 37ff, criticism of the book "The Self-Aware Universe"